# Weng Tojirakarn

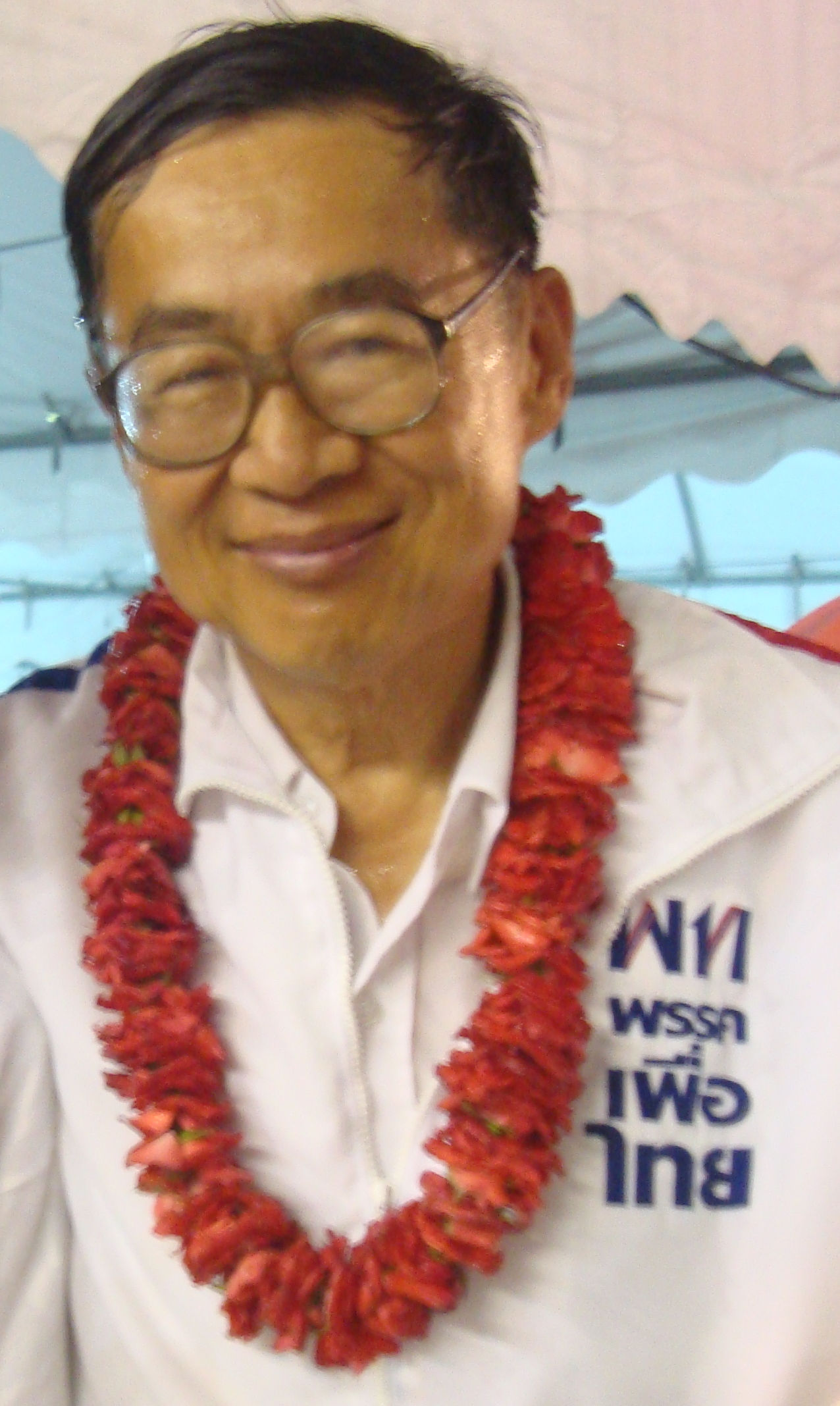
Weng Tojirakarn (2011)

Weng Tojirakarn (thailändisch เหวง โตจิราการ, RTGS: Weng Tochirakan, Aussprache: [wěːŋ toːt͡ɕìʔraːkaːn]; * 1. April 1951) ist ein thailändischer Arzt und Politiker. Er war ein Anführer der Nationalen Demokratischen Allianz gegen Diktatur (United Front for Democracy Against Dictatorship, UDD; umgangssprachlich „Rothemden“) und von 2011 bis 2014 ein Parlamentsabgeordneter für die Pheu-Thai-Partei.

## Leben

### Jugend und Demokratiebewegung
Weng Tochirakarn wurde in eine Familie armer chinesischer Immigranten geboren. Aufgrund seiner Begabung erhielt er ein Stipendium für die renommierte Triam-Udom-Schule. Anschließend studierte er an der Mahidol-Universität Medizin und war Vorsitzender des Studierendenrats der Universität. Er war ein Anhänger des buddhistischen Mönchs Buddhadasa Bhikkhu und glaubt, dass Buddhadasas Lehren ihn zu seinem politischen und gesellschaftlichen Engagement veranlasst haben.
1973 nahm er an den Protesten teil, die zum vorläufigen Ende der Militärherrschaft führten. Er leitete die progressive Studentenorganisation Medical Students Centre of Thailand. 1976 beteiligte er sich an den Studentenprotesten gegen die Rückkehr des entmachteten Diktators Feldmarschall Thanom Kittikachorn, die das Massaker an der Thammasat-Universität und die erneute Machtübernahme durch das Militär auslösten. Wie andere radikale Intellektuelle schlossen sich Weng und seine Frau, die Mikrobiologin Thida Thavornseth, daraufhin der verbotenen Kommunistischen Partei Thailands (KPT) an und flohen in die Berge. Dort war Weng Teil der medizinischen Einheit der KPT, die verwundete Genossen behandelte. Nach sechs Jahren im Untergrund kehrte er aufgrund einer Amnestie für ehemalige KPT-Kämpfer in ein ziviles Leben in Bangkok zurück.
1992 schloss er sich den Protesten gegen die vom Militär eingesetzte Regierung von Suchinda Kraprayoon an, die als „Schwarzer Mai“ in die Geschichte eingingen. Er war ein Mitbegründer des Bündnisses für Demokratie.

### Anfänge in der Politik
Weng lehnte die Politik des Ministerpräsidenten Thaksin Shinawatra ab. Besonders kritisierte er das „maßgeschneiderte“ Gesetz, das es Thaksin und seiner Familie erlaubte, steuerfrei milliardenschwere Anteile an ihrem Konzern Shin Corp. an Investoren aus Singapur zu veräußern. Er schloss sich, an der Seite von Chamlong Srimuang, der bereits 1992 Sprecher der Demokratiebewegung war, der Bürgerbewegung gegen Thaksin an. Aus dieser entwickelte sich die Volksallianz für Demokratie (PAD), die so genannten „Gelbhemden“.
Allerdings entfremdete sich Weng von den Forderungen seiner politischen Freunde. Er brach endgültig mit der PAD, als diese im März 2006 einen vom König, unter Umgehung des Vorschlagsrechts des Parlaments, ernannten Ministerpräsidenten forderten (was der König derweil ablehnte). Weng empfand solche Forderungen als undemokratisch und warf einigen „Gelbhemden“ vor, sich „wie Neonazis“ zu benehmen. Nach dem Putsch im September 2006, der Thaksin entmachtete, und der Einsetzung einer vom Militär unterstützten Regierung, näherte sich Weng dem entgegengesetzten politischen Lager, den Thaksin-freundlichen „Rothemden“ an.

### „Rothemd“ und Parlamentsabgeordneter
2007 schloss er sich der Demokratischen Allianz gegen Diktatur (DAAD) an, die beim Referendum über die unter der Militärjunta ausgearbeitete Verfassung für ein „Nein“ warb. Am 4. April 2008 gründete er die Gruppe People's Committee for Reforming the 2007 Constitution, an der sich damals 35 Organisationen beteiligt hatten. Ziel der Gruppe war eine Änderung der Verfassung von 2007. Er war während der Unruhen in Bangkok 2010 einer der führenden Aktivisten. Als die Armee das während der Unruhen in Bangkok 2010 besetzte Gebiet am 18. Mai stürmte, rief Weng die Demonstranten dazu auf, sich zu ergeben, um weitere Verluste zu vermeiden. Weng selbst ergab sich, wie andere Rothemden-Anführer, der Polizei und wurde verhaftet. Am 1. Dezember 2010 wurde seine Frau Thida zur Vorsitzenden der UDD ernannt. Weng wurde am 22. Februar 2011 auf Kaution entlassen.
Bei der Parlamentswahl 2011 wurde er auf der Liste der Pheu-Thai-Partei, die die Wahl auch insgesamt gewann, ins Parlament gewählt. Bei der vorgezogenen Neuwahl im Februar 2014 trat er auf Listenplatz 35 der Pheu-Thai-Partei an. Die Wahl wurde aber annulliert und drei Monate später kam es erneut zu einem Putsch. Als Ende 2018 politische Parteien wieder zugelassen wurden, wechselte Weng gemeinsam mit Chaturon Chaisaeng, Nattawut Saikua und Veera Musikapong zur Thai-Raksa-Chart-Partei, die ebenfalls dem Lager „Rothemden“ zugerechnet wird. Die Partei wurde im März 2019 vom Verfassungsgericht verboten.